# G.O
Jung Byung-hee (hangul: 정병희 (); Changwon, Gyeongsang del Sur, 6 de noviembre de 1987), más conocido por su nombre artístico G.O (지오 ()), es un cantante y actor surcoreano. Es mejor conocido por ser miembro del grupo maculino surcoreano MBLAQ.

## Biografía y vida personal
Él es el más joven de su familia y tiene dos hermanas mayores. Su ciudad natal es Changwon, ubicada en Gyeongsang del Sur.
Sufre de narcolepsia.
El 28 de septiembre de 2019, G.O se casó con la actriz Choi Ye-seul.

## Carrera musical

### Ty Keys (2007)
En 2007, GO debutó con Ty Keys, un grupo mixto de R&B compuesto por una vocalista femenina y uno masculino, y un rapero masculino. Cuando la empresa quebró, los contratos de los integrantes finalizaron.

### MBLAQ (2009-2015)
Más tarde, en 2009, GO debutó como vocalista principal de MBLAQ, un grupo masculino de cinco miembros de J. Tune Entertainment. Se entrenó con Rain, quien fue el fundador y mentor del grupo. El grupo debutó el 9 de octubre de 2009 en el concierto Legend of Rainism de Rain, donde interpretaron varias canciones de su entonces álbum sencillo inédito Just BLAQ. Su actuación fue recibida con elogios, y muchos espectadores del concierto y fanáticos los consideraron como el próximo TVXQ. El primer sencillo de MBLAQ, "Oh Yeah", fue lanzado junto con el video musical el 14 de octubre de 2009 y su álbum debut, Just BLAQ, se lanzó el mismo día. MBLAQ hizo su debut televisivo con la canción "Oh Yeah" en el programa de Mnet M! Countdown.
El grupo ha participado en varios programas de variedades de Corea del Sur como invitados, así como en sus propios programas de variedades como MBLAQ – The Art of Seduction de Mnet, MBLAQ's Idol Army de MBC, Sesame Player de Mnet, Hello Baby Season 5 de KBS y Idol Manager de MBC.
MBLAQ hizo su debut en Japón el 3 de mayo de 2011 con un evento celebrado en Kanagawa Lazona Kawasaki Plaza que reunió a unos 10.000 fanáticos. Un día después, el 4 de mayo, lanzaron su primer álbum japonés Your Luv que inmediatamente alcanzó la primera posición de los Oricon Daily Charts, vendiendo más de 11.000 copias.
Desde su debut, MBLAQ ha lanzado tres álbumes sencillos, tres extended plays y un álbum de estudio.

### Carrera en solitario (2010-presente)
A principios de 2010, GO colaboró con J.ae en "I Can't Tell You This Is the End". Posteriormente colaboró con Nassun en “O-IWI-O” y “One”. Los días 11 y 12 de noviembre, el Grupo de los Veinte Ministros de Finanzas y Gobernadores de Bancos Centrales (G20), que representa a las 20 principales economías del mundo, programó una cumbre en Seúl. Se reclutaron 20 cantantes de varios grupos populares de Corea del Sur para cantar la canción principal de la Cumbre del G20 de Seúl de 2010. G.O, junto con otros muchos artistas, participó en la grabación de la canción "Let's Go". A finales de 2010, G.O colaboró con JeA de Brown Eyed Girls en "Because You Sting" (lanzada el 28 de diciembre)".
El 4 de julio de 2011, G.O finalmente lanzó su tan esperado tema debut en solitario, "Even In My Dreams". La canción ganó muchos titulares por haber sido escrita y producida personalmente por él mismo. Desafortunadamente, G.O no promocionó esta canción en programas musicales para preparar el regreso de MBLAQ.
El 16 de octubre de 2012, G.O apareció en el vídeo musical de Ailee para su sencillo "I Will Show You".
El 20 de noviembre de 2013, G.O regresó con un segundo sencillo digital en solitario llamado "Play That Song". La canción está producida por el reconocido pianista Yiruma y también por 2FACE.

## Discografía

### Extended plays
| Título                                        | Detalles del álbum                                                                                       | Posiciones más altas en los gráficos |
| Título                                        | Detalles del álbum                                                                                       | COR                                  |
| --------------------------------------------- | --- | ------------------------------------ |
| words                                         | - Fecha de lanzamiento: 25 de marzo de 2019 - Etiqueta: justbouncemusic - Formatos: CD, descarga digital | —                                    |
| "—" indica que el lanzamiento no se registró. | |                                      |

### Sencillos
| Título                                          | Año                    | Posiciones más altas en los gráficos | Álbum                  |
| Título                                          | Año                    | COR Gaon                             | Álbum                  |
| Como artista principal                          | Como artista principal | Como artista principal               | Como artista principal |
| ----------------------------------------------- | ---------------------- | ------------------------------------ | ---------------------- |
| "Even In My Dreams" (내 꿈에서라도)             | 2011                   | 45                                   | Sencillos sin álbum    |
| "Play That Song"                                | 2013                   | 53                                   | Sencillos sin álbum    |
| "After Spring"                                  | 2018                   | —                                    | words                  |
| "I Often Dream These Days" (요즘난니꿈을꾸곤해) | 2018                   | —                                    | words                  |
| "foreverlove"                                   | 2019                   | —                                    | words                  |
| Colaboraciones                                  |                        |                                      |                        |
| "O-IWI-O" con Nassun                            | 2010                   | 38                                   | Sencillos sin álbum    |
| "Because You Sting" (니가 따끔거려서) con JeA   | 2010                   | 12                                   | Sencillos sin álbum    |
| "Wild" con Mir                                  | 2012                   | 68                                   | The BLAQ% Tour         |
| "Good Dream" (좋은 꿈) con Dal de S.I.S         | 2018                   | —                                    | Sencillo sin álbum     |

### Apariciones en bandas sonoras
| Título                                           | Año  | Posiciones más altas en los gráficos | Álbum                            |
| Título                                           | Año  | COR Gaon                             | Álbum                            |
| ------------------------------------------------ | ---- | ------------------------------------ | -------------------------------- |
| "Believe"                                        | 2011 | 92                                   | Mr. Idol OST                     |
| "I Knew" (알고 있었어) con Mir                   | 2012 | —                                    | The Strongest K-Pop Survival OST |
| "Foolish Me" (바보같은 나) con Mir               | 2013 | 77                                   | Iris II: New Generation OST      |
| "You"                                            | 2014 | —                                    | I Need Romance 3 OST             |
| "Like Tomorrow Won't Come" (내일이 안 올 것처럼) | 2014 | 57                                   | Doctor Stranger OST              |
| "Numbness" (사랑무감증)                          | 2016 | —                                    | Madame Antoine OST               |

### Composición
Fuente: Asociación de Derechos de Autor de Música de Corea, ID: W0700300
| Artista       | Álbum                               | Título                               | Letras                            | Compositor                                  |
| ------------- | ----------------------------------- | ------------------------------------ | --------------------------------- | ------------------------------------------- |
| Tykeys        | 《TY PROJECT NO.1》                 | 07. Just Once                        | Jang Goon                         | Jeon Sang Hwan                              |
| MBLAQ         | 《BLAQ Style 3D Edition Repackage》 | 03. Can't Come Back                  | Mir, G.O                          | G.O, Rado                                   |
| G.O & Mir     | 《Even in My Dreams》               | 01. Even in My Dreams                | Mir, G.O                          | G.O, Park Soo Suk, Kim Gi Bum               |
| G.O & Mir     | 《Strongest K-Pop Survival》OST     | 01. I Already Knew                   | Mir, G.O                          | G.O, 1Take                                  |
| G.O & Mir     | 《THE BLAQ% TOUR》                  | 01. Wild                             | Mir, G.O, 1Take                   | 1Take                                       |
| A-Prince      | 《You're The Only One》             | 01. You're The Only One              | Mir, G.O                          | G.O, 1Take                                  |
| G.O & Mir     | 《IRIS 2》OST                       | 05. Foolish Me                       | Mir, G.O, Avengers, Hyun Jun Choi | G.O, Avengers, Hyun Jun Choi                |
| MBLAQ         | 《Sexy Beat》                       | 03. R U OK                           | Mir, G.O                          | Primary, G.O                                |
| Outsider, G.O | 《Rebirth Outsider》                | 02. Bye U                            | G.O, Outsider                     | Jung Chang Wook                             |
| MBLAQ         | 《Love Beat》                       | 03. Prayer                           | Mir, G.O, Peebear                 | G.O, Peebear                                |
| MBLAQ         | 《Broken》                          | 06. Because There are Two            | Mir, G.O, Avengers                | G.O, Radio Galaxy, Avengers                 |
| MBLAQ         | 《Broken》                          | 07. Still With You Outro.            | –                                 | G.O, Avengers                               |
| G.O           | 《Dr. Stranger》OST                 | 04. As If Tomorrow Won't Come        | 김원                              | 김원, G.O, 별나라언니                       |
| MBLAQ         | 《The Girl's Ghost Story》OST       | The Place You Left                   | Mir, G.O, Avengers, Hyun Jun Choi | G.O, Avengers, Hyun Jun Choi, Cha Min Young |
| ROO           | 《OCN Bad Guys》OST                 | Reason                               | 1Take                             | G.O, 1Take                                  |
| MBLAQ         | 《Winter》                          | 02. Spring Summer Fall And Winter... | Mir, G.O, Retro Funkee            | G.O, Retro Funkee                           |
| MBLAQ         | 《Mirror》                          | 02. Mirror                           | MBLAQ, 1Take                      | 1Take                                       |
| MBLAQ         | 《Mirror》                          | 05. Eyes On You                      | –                                 | G.O, Retro Funkee, 1Take                    |
| MBLAQ         | 《Mirror》                          | 06. I Know U Want Me                 | Mir, G.O, Retro Funkee            | G.O, Retro Funkee                           |

## Filmografía

### Películas
| Año  | Título                 | Papel         | Ref.   |
| ---- | ---------------------- | ------------- | ------ |
| 2017 | Daddy You, Daughter Me | Jeon Gong-gil | [ 19 ] |

### Dramas televisivos
| Año  | Título                                       | Papel                         | Ref. |
| ---- | -------------------------------------------- | ----------------------------- | ---- |
| 2010 | Housewife Kim Kwang-ja's Third Activities    | Miembro del grupo Jin (cameo) |      |
| 2011 | Welcome to the Show                          | Él mismo (cameo)              |      |
| 2012 | Salamander Guru and The Shadows              | Myung Shik (cameo)            |      |
| 2012 | Ghost                                        | Lee Tae Kyun                  |      |
| 2013 | The Clinic for Married Couples: Love and War | Joo Won (es visible)          |      |
| 2013 | Pure Love                                    | El joven Choi Min-Soo         |      |

### Programas de variedades
| Año  | Título              | Notas       | Ref.   |
| ---- | ------------------- | ----------- | ------ |
| 2011 | Immortal Songs 2    | Concursante | [ 20 ] |
| 2015 | King of Mask Singer | Concursante | [ 21 ] |

## Teatro musical
| Año       | Título                   | Ubicación | Papel    | Ref.   |
| --------- | ------------------------ | --------- | -------- | ------ |
| 2012-2013 | Gwanghwamun Sonata       |           | HyeonWoo | [ 22 ] |
| 2014      | Seopyeonje               | Seúl      | DongHo   | [ 23 ] |
| 2014      | The Kingdom of the Winds | Seúl      | HoDong   | [ 24 ] |

## Premios y nominaciones
| Año  | Premios           | Categoría              | Obra nominada | Resultado | Ref.   |
| ---- | ----------------- | ---------------------- | ------------- | --------- | ------ |
| 2014 | The Musical Award | Mejor actor revelación | Seopyeonje    | Ganador   | [ 25 ] |